# Input Director
Input Director ist ein Programm für Microsoft Windows, das die Nutzung einer Maus und einer Tastatur an mehreren PCs über ein Rechnernetz ermöglicht.

## Funktion
Das Programm erlaubt es, die Maus eines Host-Computers („Master“) auf dem Bildschirm eines oder mehrerer Slave-Computer zu bewegen, die über ein Netzwerk verbunden sind. Die Tastatur des Masters ist dabei auf dem Computer aktiv, auf dem sich gerade der Mauszeiger befindet. Der Effekt ist vergleichbar mit einem Computer, an den mehrere Bildschirme angeschlossen sind.
Die Konfiguration der räumlichen Position der Rechner erfolgt über eine Anwendungs-Software, die auf jedem Rechner installiert werden muss.
Bei der Installation wird ein Systemdienst installiert, wodurch Probleme mit Programmen, die mit unterschiedlichen Benutzerrechten gestartet wurden, umgangen werden. Unter Windows Vista ist damit die Steuerung des Dialogfeldes der Benutzerkontensteuerung (UAC) möglich.

## Weitere Eigenschaften
Wenn auf einem der verbundenen Rechner Daten in die Zwischenablage kopiert werden, können diese auf jedem anderen Rechner eingefügt werden („clipboard sharing“). Das Programm unterstützt dabei die meisten gängigen Formate und erlaubt auch das Kopieren von Dateien.

## Alternativen
Eine ähnliche Funktion stellen die Programme Synergy (Plattform-unabhängig) sowie ShareMouse (Mac und Windows) und Multiplicity auf Windows und ScreenRecycler und Teleport auf Mac OS X zur Verfügung. MaxiVista und ScreenRecycler können den Bildschirm eines anderen Rechners als zusätzlichen Monitor verwenden.